# Acciaierie imperiali di Yawata

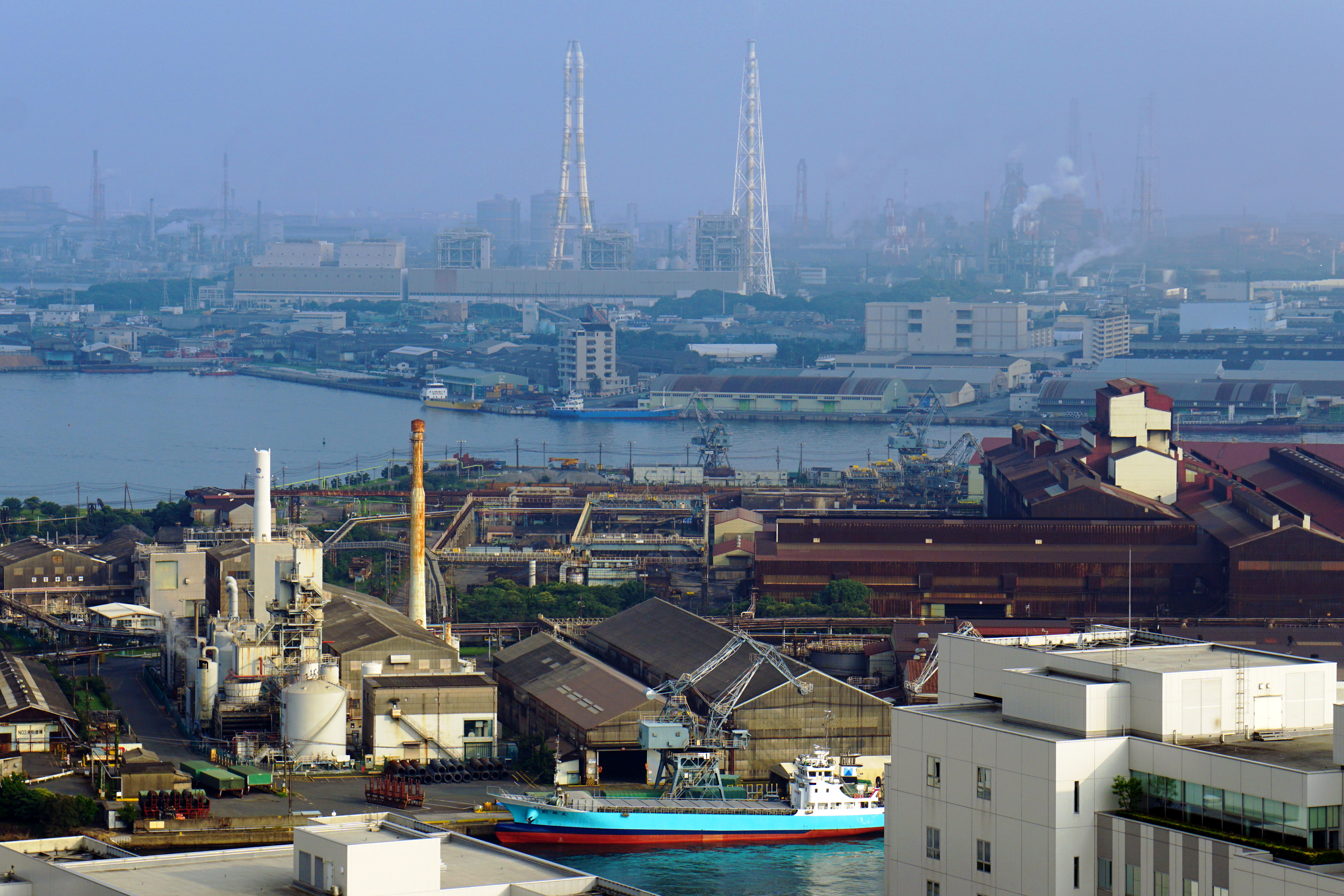
Panorama degli stabilimenti siderurgici di Yawata.

Le Acciaierie imperiali di Yawata (八幡製鐵所?, Yahata seitetsu-sho) sono un grande complesso industriale siderurgico situato a Kitakyūshū, nella Prefettura di Fukuoka, in Giappone. Sono uno dei centri di produzione dell'acciaio più importanti del mondo.
La costruzione delle acciaierie ebbe inizio nel 1896 per venire incontro alle crescenti richieste di acciaio da parte dell'industria nipponica in fase di grande espansione e modernizzazione durante il periodo Meiji; i prodotti degli impianti di Yawata furono impiegati per le costruzioni navali, le ferrovie, l'edilizia e l'industria degli armamenti. Le acciaierie furono costruite nell'antica città di Yawata, che oggi fa parte dell'agglomerato urbano di Kitakyūshū, per la loro vicinanza da alcune miniere di carbone e il facile accesso al mare.
Le Acciaierie imperiali di Yawata ebbero un ruolo decisivo nel processo di crescita industriale del Giappone e supportarono con la loro produzione la politica espansionistica dell'Impero; divennero un obiettivo prioritario durante la seconda guerra mondiale e furono oggetto di tre attacchi aerei statunitensi il 15-16 giugno 1944, il 20 agosto 1944 e infine l'8 agosto 1945, causa di rilevanti danni.
Le acciaierie di Yawata sono rimaste anche dopo la seconda guerra mondiale uno dei centri siderurgici più importanti del Giappone e fanno parte attualmente del grande gruppo industriale metallurgico Nippon Steel.

## Storia
L'apertura del Giappone al mondo esterno nella seconda metà del XIX secolo permise l'introduzione di numerose innovazioni tecnologiche occidentali; nel settore metallurgico in particolare le vecchie fornaci tatara vennero in buona parte sostituite con le moderne fornaci a riverbero impiegate dalle nazioni occidentali. Inoltre all'inizio dell'Era Meiji furono anche costruite i primi altoforni a Kamaishi nella prefettura di Iwate, vicino ad alcuni depositi di ferro.

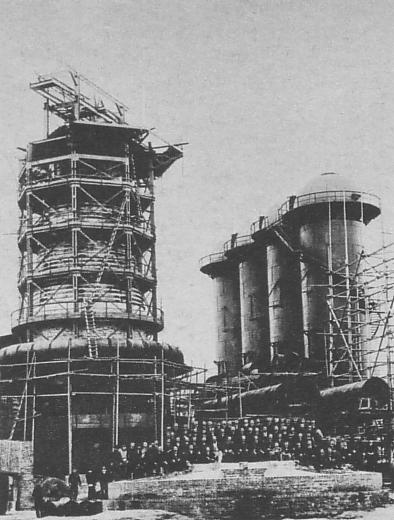
Le Acciaierie di Yawata in fase di costruzione agli inizi del 1900.

Il piano di industrializzazione rapida promosso dai nuovi capi del Giappone prevedeva il potenziamento della produzione siderurgica e metallurgica, e il primo altoforno Higashida, progettato e costruito dalla famosa società di ingegneria pesante tedesca Gute Hoffnungshütte, divenne operativo a Yawata il 5 febbraio 1901. Inizialmente tuttavia i risultati ottenuti non furono ritenuti soddisfacenti a causa della bassa qualità della produzione, dell'eccessivo consumo di coke, e di numerosi problemi tecnici che costrinsero ad interrompere frequentemente l'attività dell'altoforno. Le autorità giapponesi decisero di licenziare quasi tutti i tecnici tedeschi Oyatoi gaikokujin, e i difetti tecnici dell'impianto di Yawata furono risolti dal personale giapponese sul posto, tra cui l'ingegnere Noro Kageyoshi (野呂景義?), che è stato considerato il "padre della metallurgia giapponese".
L'importanza degli impianti di Yawata per l'industria metallurgica giapponese crebbe rapidamente; già nel 1912 le acciaierie imperiali producevano l'80% del ferro grezzo del Giappone; Yawata, divenuta ormai un complesso siderurgico integrato con officine per la produzione del coke, dell'acciaio e del ferro, era anche responsabile della produzione di circa l'80-90% dell'acciaio totale giapponese. Inoltre, l'efficienza energetica degli impianti venne accresciuta con il passaggio, come fonte di energia, all'elettricità al posto del vapore; in questo modo il consumo di carbone necessario per produrre una tonnellata di acciaio diminuì nettamente da quattro tonnellate nel 1920 a 1,58 nel 1933. Il rifornimento dei minerali ferrosi per le acciaierie di Yawata proveniva in gran parte dalle miniere della Cina e della Corea.
Durante la seconda guerra mondiale, i capi militari degli Stati Uniti e in particolare lo stato maggiore delle United States Army Air Force compresero l'importanza degli impianti di Yawata per l'intero sforzo bellico nemico e soprattutto per la produzione di armamenti giapponesi. Gli alti ufficiali americani ritennero, sulla base delle teorie sul bombardamento mirato contro obiettivi industriali e militari selezionati, che la distruzione delle acciaierie attraverso bombardamenti effettuati con i super-bombardieri Boeing B-29 Superfortress dislocati nelle basi aeree cinesi nella regione di Chengdu, potesse infliggere un colpo decisivo alla macchina bellica nemica.

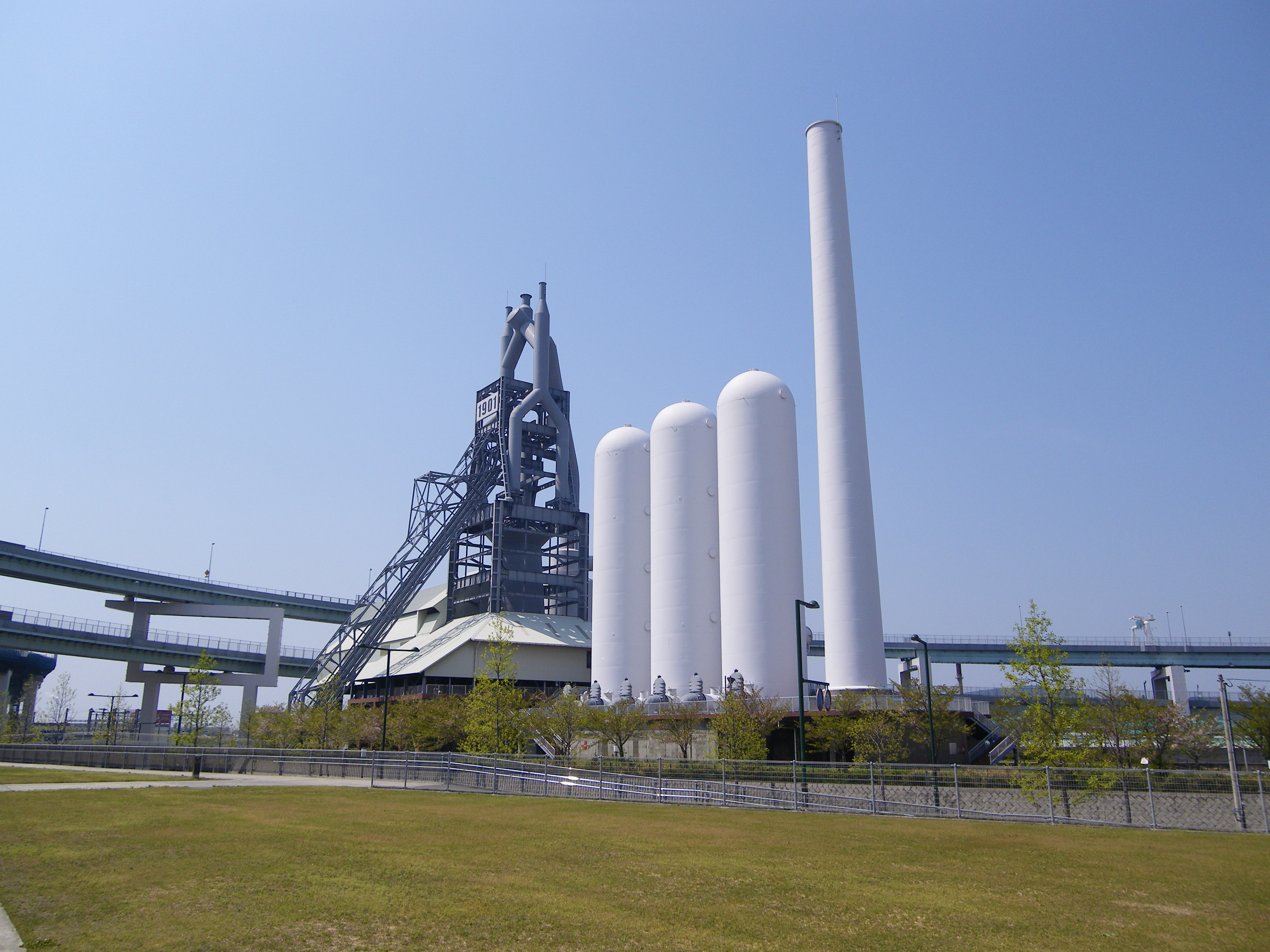
Il primo altoforno Higashida a Yawata, operativo dal 1901 e attualmente proprietà culturale del Giappone

Il 15 giugno 1944 75 bombardieri strategici B-29 effettuarono il primo attacco diretto contro le acciaierie di Yawata cogliendo di sorpresa le difese giapponesi ma i risultati furono limitati; cinque aerei furono persi per problemi tecnici mentre gli stabilimenti in pratica non subirono alcun danno di rilievo. La Twentieth Air Force sferrò un secondo attacco contro Yawaha il 20 agosto 1944 senza successo; nonostante le assicurazioni ottimistiche dei piloti riguardo ai danni inflitti agli impianti, le acciaierie non vennero danneggiate in modo serio e inoltre dieci B-29 vennero abbattuti dalle difese contraeree giapponesi e dall'intervento dei caccia. L'alto comando americano dopo questi insuccessi continuò a considerare di grande importanza la distruzione delle acciaierie; la vicina città di Kokura venne infatti selezionata come obiettivo del secondo bombardamento atomico con la bomba al plutonio Fat Man; l'attacco venne effettuato il 9 agosto 1945 ma, per problemi di identificazione del bersaglio, i piloti americani rinunciarono a colpire Kokura e ripiegarono sull'obiettivo secondario di Nagasaki su cui venne sganciata con effetti devastanti la seconda bomba atomica.
Dopo la seconda guerra mondiale le acciaierie di Yawata sono rimaste tra gli impianti siderurgici più importanti del Giappone ed hanno contribuito alla ricostruzione economica della nazione. Dopo una serie di riorganizzazioni societarie e aggregazioni industriali, gli stabilimenti di Yawata sono stati incorporati nel grande conglomerato metallurgico della Nippon Steel. Nel 2009 le acciaierie di Yawaha sono state inserite nella lista dei siti storici mondiali dell'UNESCO come uno dei luoghi storici dell'industrializzazione moderna in quanto sede di fabbriche che hanno contribuito alla storia industriale del Giappone nel periodo Meiji.